# Stroudia hessei
Stroudia hessei är en stekelart som först beskrevs av Giordani Soika 1940.  Stroudia hessei ingår i släktet Stroudia och familjen Eumenidae. Inga underarter finns listade i Catalogue of Life.